# Юденфрай
Юденфрай (нем. judenfrei) е понятие, употребявано от нацистите по време на Третия Райх за обозначаване на територия, свободна от евреи. В буквален превод от немски думата значи „свободен от евреи“.
По време на Втората световна война квартали, села, градове и райони са обявявани за юденфрай, след като са почиствани от етнически евреи.

## Градове и райони обявени за юденфрай
- Гелнхаузен — 1 ноември 1938 година
- Люксембург — 17 октомври 1941 година
- Естония — декември 1941 година (потвърдено на 20 януари 1942)
- Белград — август 1942 година
- Виена — 9 октомври 1942 година
- Берлин — 19 май 1943 година